# Ashdown House (East Sussex)

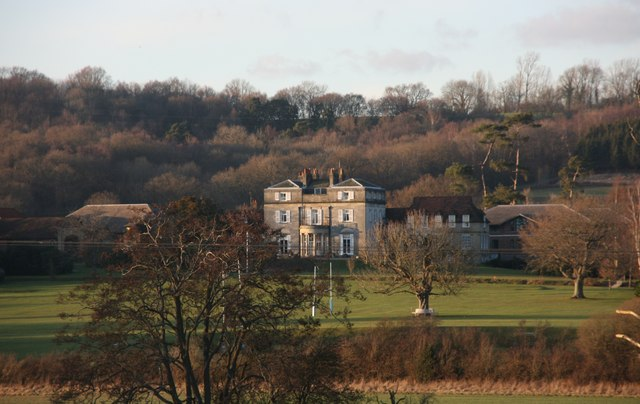
Ashdown House

Ashdown House ist ein Landhaus in der englischen Verwaltungseinheit East Sussex. Heute beherbergt es ein Internat.

## Geschichte
Bereits 1296 wurde auf dem Anwesen eine Kapelle geweiht. 1575 wurde auf dem Anwesen ein Herrenhaus im Tudorstil errichtet, das bis heute erhalten ist.
Ashdown House wurde vom Architekten Benjamin Latrobe 1794 fertiggestellt. Latrobe war später am Bau des Kapitols in Washington, D.C. beteiligt und entwarf auch das nahegelegene Landhaus Hammerwood Park in East Sussex. Auch der Front-Portikus des Weißes Hauses in Washington stammt von ihm.
1975 wurde das Landhaus vom gemeinnützigen Ashdown House Trust übernommen. Bald danach zog eine Mädchenschule ein, die vorher in Connaught House in Brighton beheimatet war. Gleichzeitig nahm die Schule auch Buben auf. Heute hat sie etwa 120 Schüler zwischen 7 und 13 Jahren.

## Konstruktion
Das 2½-stöckige Haus mit rechteckigem Grundriss hat drei Joche an jeder Seite. Es wurde aus grauem Werkstein erstellt. Dem mittleren Joch der Eingangsfront ist ein halbrunder Portikus mit ionischen Säulen vorgebaut, der später verglast wurde. Die Fenster im Erdgeschoss reichen bis zum Boden.
Das Dachgeschoss ist dreigeteilt: Die beiden äußeren Joche der Eingangsfassade sind in der Linie der beiden Hauptstockwerke aufgezogen, während das mittlere Joch zurückspringt. Die beiden äußeren Joche sind mit einer Balustrade verbunden.